# Distrito de Soroca
El distrito de Soroca es uno de los distritos (en moldavo, raion) en el noreste de Moldavia, con el centro administrativo en Soroca. A fecha 1 de enero de 2005 su población estaba en torno a los 94.800 habitantes.